# Coffeen
Coffeen – miasto w Stanach Zjednoczonych, w stanie Illinois, w hrabstwie Montgomery.